# قهوة عربي (برنامج تلفزيوني)
قهوة عربي هو برنامج تلفزيوني تقدمه المذيعة إنصاف اليحياوي في قناة الوطنية 1 التونسية.
| الحلقة | التاريخ     | الضيف            | المهنة                                    | الدولة  | رابط الحلقة | ملاحظات |
| ------ | ----------- | ---------------- | ----------------------------------------- | ------- | ----------- | ------- |
| -      | أكتوبر 2016 | ناجي جلول        | وزير وأستاذ جامعي في التاريخ              | تونس    | هنا         |         |
| -      | يناير 2017  | الصافي سعيد      | كاتب وصحفي                                | تونس    | هنا         |         |
| -      | يناير 2017  | روجيه بيزموت     | رئيس الجالية اليهودية بتونس               | تونس    | هنا         |         |
| -      | فبراير 2017 | هشام جعيط        | مفكر وأستاذ جامعي                         | تونس    | هنا         |         |
| -      | مارس 2017   | سميرة مرعي فريعة | وزيرة وطبيبة                              | تونس    | هنا         |         |
| -      | مارس 2017   | المنصف المزغني   | شاعر                                      | تونس    | هنا         |         |
| -      | مارس 2017   | محي الدين عميمور | وزير سابق ومستشار خاص للرئيس هواري بومدين | الجزائر | هنا         |         |